# 数码宝贝系列
数码宝贝系列（直译通称「数码兽」，直译全称「数码怪兽」）是1996年WiZ原案企划，1997年6月26日萬代发售的携带机及跨媒体制作产品系列。

## 历史
数码宝贝系列最早可追溯到1996年WiZ的原案企划，1996年11月23日“拓麻歌子”发售。1997年2月19日由WiZ和万代（BANDAI）共同申请商标，1997年6月26日以面向男孩的“战斗版拓麻歌子”携带机“数码怪兽”发售，1997年8月15日漫画《C'mon数码宝贝》刊载。1998年电子游戏作品向掌机、家机相继展开，漫画《数码宝贝大冒险V驯兽师01》连载。1999年数码宝贝卡片游戏发售，剧场版、TV动画和小说《数码宝贝大冒险》相继展开，在亚太和欧美等国际市场获得了巨大反响。此时，数码宝贝系列可谓进入了的黄金时期，动画系列在全球超过60个国家和地区播映过，跨媒体制作战略成功展开的数码宝贝系列作为产品的地位突飞猛进。
进入21世纪，携带机系列和数码宝贝卡片游戏在国际市场取得不俗的销量，电子游戏作品向街机、电脑和智能机相继展开。2000年至2002年，TV动画和剧场版《数码宝贝大冒险02》、《数码宝贝驯兽师之王》、《数码宝贝无限地带》陆续播映。2003年开始，漫画《数码宝贝编年史》、TV特别篇《数码宝贝X进化》、漫画《数码宝贝次世代》、TV动画和剧场版《数码宝贝拯救者》相继展开。2007年数码宝贝系列迎来10周年活动。2009年数码宝贝大冒险系列迎来10周年活动。
2010年代开始，TV动画和漫画《数码宝贝合体战争》相继展开。2012年数码宝贝系列迎来15周年活动，游戏和漫画《数码宝贝世界 复元》系列相继展开。2014年数码宝贝大冒险系列迎来15周年活动，游戏和漫画《数码宝贝物语 网络侦探》系列相继展开，剧场版《数码宝贝大冒险tri.》全6章陆续播映。2016年TV动画和漫画《数码宝贝宇宙 应用怪兽》开辟了子系列。2017年数码宝贝系列迎来20周年活动，漫画和小说《数码宝贝编年史X》连载。2019年数码宝贝大冒险系列迎来20周年活动，OVA《数码宝贝大冒险20周年 纪念故事》全5话陆续播映。
2020年代开始，剧场版和小说《数码宝贝大冒险 最后的进化 绊》、TV动画、漫画《数码宝贝大冒险V驯兽师01 ～新的勇气～》、TV动画《数码宝贝幽灵游戏》、漫画《数码宝贝梦想者》相继展开，数码宝贝卡片游戏和生命手环系列在国际市场取得不俗的销量。2022年数码宝贝系列迎来25周年活动，小说《数码宝贝追寻者》、剧场版《数码宝贝大冒险02 起源》相继展开。2024年数码宝贝大冒险系列迎来25周年活动，《数码宝贝漫画》系列连载，漫画和小说《数码宝贝界放者》、TV动画《數碼寶貝BEATBREAK》相继展开。

## 設定

### 世界觀
“近年来捕获突如其来的数码生命体并在钥匙链大小的机器中培养”这就是所谓大的世界观设定。另外，根据相关杂志和攻略书等记载的各数码兽和舞台背景的说明文字，表明了研究者的活跃和其他组织、人物等。
- 数码兽的诞生：因为黑客（Hacker）在计算机上的网络犯罪行为（Cyber Terrorism），具备人工智能的病毒扩散开来，这就是数码兽的开始。这种病毒吸收世界上的数据改变外形和性格成为生物的模样，这样便成了数码兽。
- 数码兽的捕获：在个人计算机上使用数码兽捕获器（Digimon Capture）[注 3]软件映射到数码世界，就变成了寻找野生数码兽。被发现的数码兽被捕获到一种叫数码兽装载器（Digimon Loader）[注 4]的软件中，由数码蛋的状态转移为数码兽的原貌并随身携带，变得任何时候都可以进行对战。
- 数码兽利用者（网络使用者，Networker）：包括以驯兽师[注 5]为首，存在着各种利用者。

#### 數碼兽
数码怪兽（Digital Monster）通称數碼兽（Digimon）。數碼兽在被称为“数码世界”的计算机网络上的模拟网络空间（Cyberspace）中生息，是一种拥有人工智能的数据生命体（Data Organism）。它们摄取网络上存在的庞大数据，由于生存本能而持续进化和互相竞争，形成了各种各样的属性和等级，模拟存在于现实世界的动植物、机械、人型和突然变异等，呈现出多种多样的种族。
关于各个數碼兽的个体存在着原创的基本设定，虽然在动画作品登场之际意图地改变这种情况，另外作为动画作品中的主角，也同样有被全新设计的數碼兽，有时因为改変，与原基本设定存在较大差异。这些改变的设定一部分作为动画作品的主题以Mook形式的图鉴等，与原创基本设定一起被刊载出来，与动画作品无关联性的图鉴对比是必要的。
由於設定問題，數碼兽的種類難以界定（進化態與模式變化的设定模糊不清），很难正确把握其总数（关于官方數碼兽的数量，目前图鉴统计的总数已达1000体以上，且仍在持续增加中）。數碼兽角色设计大部分以渡边健史为中心进行。

#### 应用兽
APP怪獸（Appli Monster）通称应用兽（Appmon），是以自我意志行动的具备人工智能的应用生命体，在人类世界与数码空间的狭缝中充当为系统与人类互动的功能。「有多少个应用就有多少个怪兽」，每个应用对应一个应用兽。两体应用兽通过应用合体（Appgattai）成为全新的应用兽。应用兽级别分为四个阶段：普（Standard）、超（Super）、极（Ultimate）、神（God），也有例外的阶段，如不明（Unknown）和无（-）的分类。应用兽属性包括8种：社交（Social）、导航（Navi）、游戏（Game）、娱乐（Entertainment）、生活（Life）、工具（Tool）、系统（System）、神（God），前7种属性的相克关系是：社交→导航→工具→系统→游戏→娱乐→生活→社交，也有例外的属性，如不明（Unknown）或无（-）的分类。

### 本鄉昭由
版权方面，采用了拟人名称/“Akiyoshi Hongo”（中文官方译为“本鄉昭由”）。這個集體筆名是以万代的「本鄉武一」（本郷武一）、WiZ的「横井昭裕」（横井あきひろ）和万代的「堀村有由文」（堀村ありよしふみ）名字的结合，类似製作委員会方式。

### 译名
- 系列作品译名方面，总体上中国大陆和台灣官方翻譯為數碼寶貝，香港官方翻譯為數碼暴龍，目前民间通稱数码兽或全称数码怪兽，事实上最早出现的民间翻译即为数码怪兽，另外有时会见到电脑怪物、数字兽、数字怪兽等早期民间翻译。
- 对于动画中数码生命体Digital Monster或Digimon的命名，大体上中国大陆和台灣官方翻譯為數碼寶貝或數碼獸，香港官方翻譯為數碼精靈、數碼暴龍、數碼獸；民间通称数码兽或全称数码怪兽。
- 对于漫画中数码生命体Digital Monster或Digimon的命名，大体上中国大陆和台灣官方翻譯為數碼寶貝，香港官方翻譯為數碼暴龍或暴龍，民间通称数码兽或全称数码怪兽。
- 对于电子游戏中数码生命体Digital Monster或Digimon的命名，大体上中国大陆和台灣官方翻譯為數碼寶貝，香港官方翻譯為數碼精靈，民间通称数码兽或全称数码怪兽。
- 液晶玩具译名随着系列的更新换代有不同的译名，对于Digital Monster，中国大陆和香港官方翻译为暴龍機或數碼暴龍機，台灣官方翻译为怪兽对打机，民间通称携带机或数码怪兽；对于动画和漫画作品中的Digivice，中国大陆官方翻译为暴龍機、數碼暴龍機、數碼寶貝機、神聖計劃，香港官方翻译为暴龍機、數碼暴龍機、數碼配章、數碼器，台灣官方翻译为暴龍機、寶貝機、神聖計劃，民间通称数码器。
- 对于Appmon，中国大陆官方翻译为应用兽，香港官方翻譯為程式獸，台灣官方翻譯為APP獸；[21]对于Appli Monster，中国大陆官方翻译为应用怪兽，香港官方翻譯為程式精靈，台灣官方翻譯為APP怪獸。[22]

## 游戏

### 电子宠物
携带机（Digimon Virtual Pet）是萬代公司在1997年6月26日推出的电子宠物携带液晶玩具，由万代的堀村有由文开发。定位是予以男孩所玩的拓麻歌子，並加入了進化和對戰等元素。其后萬代更以携带机衍生出跨媒体制作的數碼獸系列。有育成机、冒险机、图鉴机和声光机4种，第一种只有类似拓麻歌子的育成游戏，第二种是加添了冒险游戏元素，第三种是可以搜索收集数码兽图鉴，第四种则是携带机外形的声光玩具。

### 电子游戏
数码宝贝系列电子游戏作品从1998年9月23日发售的世嘉土星（SEGA Saturn）平台《数码宝贝SEGA版：数码宝贝驯兽师》（Digital Monster Ver.S：Digimon Tamers）发展至今，数码宝贝系列大体分为以原始设定为骨干独自展开的“数码宝贝世界”和“数码宝贝物语”两大系列的原创游戏，以及与动画作品联动的动画版游戏。随着时代的进步，除了传统的掌机和家机自身不断发展，同时游戏系统平台也向街机、电脑和智能机等拓展。

### 卡片游戏
数码宝贝卡片游戏（Digital Monster Card Game/Digimon Card Game），通称数码宝贝卡片（Digimon Card），简称数码卡片（DigiCard）或数码卡（Digica），是万代衍生的一种卡片对战周边游戏，以《数码宝贝系列》为题材的对战型交換卡片遊戲（Trading Card Game，TCG）。

## 動畫

### 播映状况
数码宝贝系列动画全部作品由东映动画制作。前4作《数码宝贝大冒险》至《数码宝贝无限地带》连续四年在富士电视台播映，一般将其称为富士台「四部曲」。第5作《数码宝贝拯救者》在富士电视台播映。第6作《数码宝贝合体战争》转至朝日电视台，首次以分篇章形式播映。第7作《数码宝贝宇宙 应用怪兽》开辟了子系列并转至东京电视台播映，标题虽然冠以，但数码兽却基本没有登场，取而代之的是「APP怪獸」，通称「应用兽」。第8作重回富士电视台播映，为《数码宝贝大冒险》的重启，受疫情对东京都乃至全日本的影响，播映期间曾长期停播。第9作《数码宝贝幽灵游戏》和第10作《數碼寶貝BEATBREAK》在富士电视台播映。全系列在全球超过60个国家和地区播映过。

对于数码怪兽而言，动画虽然存在作为设定的原作，但不存在作为剧情的原作，也就是属于事实上的「原创动画」。因此比较容易反映出制作人、导演、编剧等动画创作者的意图，也容易产生类似挑战性作品的立场。

作为布局，采用特定的数码兽，以一人一兽互为搭档的配置，另外主要人物是反映现实世界问题的普通中小学生。“数码世界”与“数码怪兽”与现代电子仪器和精密器械的发展、进步的信息化社会紧密相连，伴随着真实世界中网络的飞速发展自然产生，人类与数码兽之间形成了特殊的关系。因此，会描写成根据人类精神与感情的亢奋而让数码兽进化。根据情况的不同还存在着数码世界、真实世界之外的世界，有时也会对故事产生强烈影响。

其他方面，在所有作品中，不知道数码兽存在的人类把在真实世界出现并横行的数码兽称为“怪兽”/“怪物”。另外，还有人将接近人类形态的数码兽误解成是“角色扮演”/“扮装”。

### TV动画版
|    | 作品名                                          | 电视首播时间                | 系列監督          | 系列构成        | 音乐       | 首播电视台 | 话数   |
| -- | ----------------------------------------------- | --------------------------- | ----------------- | --------------- | ---------- | ---------- | ------ |
| 1  | 數碼寶貝大冒險                                  | 1999年3月7日-2000年3月26日  | 角銅博之          | 西園悟          | 有澤孝紀   | 富士电视台 | 全54话 |
| 2  | 數碼寶貝大冒險02                                | 2000年4月2日-2001年3月25日  | 角銅博之          | 前川淳/吉村元希 | 有澤孝紀   | 富士电视台 | 全50话 |
| 3  | 数码宝贝驯兽师之王                              | 2001年4月1日-2002年3月31日  | 貝澤幸男          | 小中千昭        | 有澤孝紀   | 富士电视台 | 全51话 |
| 4  | 数码宝贝无限地带                                | 2002年4月7日-2003年3月30日  | 貝澤幸男          | 富田祐弘        | 有澤孝紀   | 富士电视台 | 全50话 |
| 5  | 數碼寶貝拯救隊                                  | 2006年4月2日-2007年3月25日  | 伊藤尚往          | 山口亮太        | 奥慶一     | 富士电视台 | 全48话 |
| 6  | 数码宝贝合体战争                                | 2010年7月6日-2011年3月8日   | 遠藤徹哉          | 三条陸          | 山下康介   | 朝日电视台 | 全30话 |
| 6  | 数码宝贝合体战争 ～邪恶的死亡指挥官与七个王国～ | 2011年4月3日-2011年9月25日  | 遠藤徹哉          | Ｎ／Ａ          | 山下康介   | 朝日电视台 | 全24话 |
| 6  | 数码宝贝合体战争 ～穿越时空的少年猎人们～       | 2011年10月2日-2012年3月25日 | 貝澤幸男          | Ｎ／Ａ          | 山下康介   | 朝日电视台 | 全25话 |
| 7  | 數碼暴龍App世代                                 | 2016年10月1日-2017年9月30日 | 古賀豪            | 加藤陽一        | 中川幸太郎 | 东京电视台 | 全52话 |
| 8  | [ 注 24 ]                                       | 2020年4月5日-2021年9月26日  | 三塚雅人          | 富岡淳廣        | 佐橋俊彦   | 富士电视台 | 全67话 |
| 9  | 数码宝贝幽灵游戏                                | 2021年10月3日-2023年3月26日 | 地岡公俊/三塚雅人 | 十川誠志        | 大谷幸     | 富士电视台 | 全67话 |
| 10 | 數碼寶貝BEATBREAK                               | 2025年10月5日-              | 宮元宏彰          | 山口亮太        | 桶狹間有沙 | 富士电视台 | Ｎ／Ａ |

### TV特別篇
| 作品名        | 电视首播时间 | 劇場首映时间                | 网络首播时间 | DVD发售时间    | 監督     | 脚本              | CG制作   | 首播电视台 | 话数  | 时长   |
| ------------- | ------------ | --------------------------- | ------------ | -------------- | -------- | ----------------- | -------- | ---------- | ----- | ------ |
| 数码宝贝X进化 | 2005年1月3日 | 2005年3月19日-2005年3月26日 | 2020年8月1日 | 2005年11月25日 | 角銅博之 | 伊藤和典/川崎美羽 | 意馬國際 | 富士电视台 | 全1话 | 78分钟 |

### 劇場版
|    | 作品名                                          | 劇場首映时间   | VHS发售时间    | DVD发售时间    | BD发售时间     | 監督       | 时长    | 票房        |
| -- | ----------------------------------------------- | -------------- | -------------- | -------------- | -------------- | ---------- | ------- | ----------- |
| 1  | 数码宝贝大冒险                                  | 1999年3月6日   | 1999年12月10日 | 2001年1月21日  | 2015年1月9日   | 細田守     | 21分钟  | 9.00億日圓  |
| 2  | 数码宝贝大冒险 我们的战争游戏!                  | 2000年3月4日   | 2000年11月21日 | 2001年1月21日  | 2015年1月9日   | 細田守     | 41分钟  | 21.66億日圓 |
| 3  | 数码宝贝大冒险02 前篇 数码宝贝飓风登陆!!        | 2000年7月8日   | 2001年2月21日  | 2001年2月21日  | 2015年1月9日   | 山内重保   | 30分钟  | 12.70億日圓 |
| 3  | 数码宝贝大冒险02 后篇 超绝进化!!黄金的数码装甲  | 2000年7月8日   | 2001年2月21日  | 2001年2月21日  | 2015年1月9日   | 山内重保   | 35分钟  | 12.70億日圓 |
| 4  | 数码宝贝大冒险02 迪亚波罗兽的逆袭               | 2001年3月3日   | 2001年11月21日 | 2001年11月21日 | 2015年1月9日   | 今村隆寬   | 30分钟  | 30.00億日圓 |
| 5  | 数码宝贝驯兽师之王 冒险者的战斗                 | 2001年7月14日  | 2002年4月21日  | 2002年4月21日  | 2015年1月9日   | 今泽哲男   | 51分钟  | 10.00億日圓 |
| 6  | 数码宝贝驯兽师之王 暴走特急                     | 2002年3月2日   | 2002年11月21日 | 2002年11月21日 | 2015年1月9日   | 中村哲治   | 31分钟  | 20.00億日圓 |
| 7  | 数码宝贝无限地带 古代数码宝贝（奥尼斯兽）复活!! | 2002年7月20日  | 2003年3月21日  | 2003年3月21日  | 2015年1月9日   | 今村隆寬   | 41分钟  | 4.60億日圓  |
| 8  | 数码宝贝拯救者 究极力量!爆裂形态发动!!          | 2006年12月9日  | Ｎ／Ａ         | 2007年4月25日  | 2015年1月9日   | 長峯達也   | 21分钟  | 3.00億日圓  |
| 9  | 数码宝贝大冒险tri. 第1章 再会                   | 2015年11月21日 | Ｎ／Ａ         | 2015年12月18日 | 2015年11月21日 | 元永慶太郎 | 89分钟  | 2.50億日圓  |
| 9  | 数码宝贝大冒险tri. 第2章 決意                   | 2016年3月12日  | Ｎ／Ａ         | 2016年4月2日   | 2016年4月2日   | 元永慶太郎 | 88分钟  | 1.65億日圓  |
| 9  | 数码宝贝大冒险tri. 第3章 告白                   | 2016年9月24日  | Ｎ／Ａ         | 2016年11月2日  | 2016年9月24日  | 元永慶太郎 | 106分钟 | 1.35億日圓  |
| 9  | 数码宝贝大冒险tri. 第4章 喪失                   | 2017年2月25日  | Ｎ／Ａ         | 2017年4月4日   | 2017年2月25日  | 元永慶太郎 | 82分钟  | 1.23億日圓  |
| 9  | 数码宝贝大冒险tri. 第5章 共生                   | 2017年9月30日  | Ｎ／Ａ         | 2017年11月2日  | 2017年9月30日  | 元永慶太郎 | 89分钟  | 1.05億日圓  |
| 9  | 数码宝贝大冒险tri. 第6章 我们的未来             | 2018年5月5日   | Ｎ／Ａ         | 2018年6月2日   | 2018年5月5日   | 元永慶太郎 | 98分钟  | 1.12億日圓  |
| 10 | 數碼暴龍 LAST EVOLUTION 絆                      | 2020年2月21日  | Ｎ／Ａ         | 2020年9月2日   | 2020年9月2日   | 田口智久   | 94分钟  | 3.10億日圓  |
| 11 | 數碼暴龍02 THE BEGINNING                        | 2023年10月27日 | Ｎ／Ａ         | 2024年5月29日  | 2024年5月29日  | 田口智久   | 80分钟  | 1.54億日圓  |

### 3D劇場版
|   | 作品名                             | 劇場首映时间                | 劇場重映时间  | DVD发售时间   | BD发售时间   | 演出     | 脚本   | CG監督   | 时长  |
| - | ---------------------------------- | --------------------------- | ------------- | ------------- | ------------ | -------- | ------ | -------- | ----- |
| 1 | 数码宝贝大冒险3D 数码宝贝大奖赛!   | 2000年7月20日-2002年6月23日 | 2009年10月3日 | 2010年2月21日 | 2015年1月9日 | 細田守   | 前川淳 | 森田信廣 | 7分钟 |
| 2 | 数码宝贝拯救者3D 数码世界危机一發! | 2006年7月8日-2008年6月29日  | 2009年10月3日 | 2010年2月21日 | 2015年1月9日 | 中村哲治 | Ｎ／Ａ | 西川和宏 | 7分钟 |

### OVA
| 作品名                        | 劇場首映时间                 | 网络首播时间 | BD发售时间     | 演出     | 脚本                              | 话数  | 时长   | 場館  |
| ----------------------------- | ---------------------------- | ------------ | -------------- | -------- | --------------------------------- | ----- | ------ | ----- |
| 数码宝贝大冒险20周年 纪念故事 | 2019年11月22日-2021年9月29日 | 2020年2月1日 | 2020年12月25日 | 名取孝浩 | 小田康平/佐賀獎平/東川遥/大和屋曉 | 全5话 | 25分钟 | PARCO |

### 代理状况
中国大陆
- 电视台方面：TV动画版第1、2作版权均由国际影业有限公司代理，由北京迪美文化发展有限公司引进；第1作早期为中国国际电视总公司代理发行[注 45]，后期转为北京北方广视影视文化交流有限公司代理发行[注 46]，为广东电视台译制部[注 47]录制配音，在广东广播电视台、上海广播电视台、北京广播电视台等首轮播出；TV动画版第2作为中国国际电视总公司代理发行，为上海電視台譯製部[注 48]录制配音[注 49]，在上海广播电视台、北京广播电视台、广东广播电视台等首轮播出。广东有线电视网络（广东有线广播电视网络有限公司和广州珠江数码集团有限公司等[注 50]）及广西部分地区有线通过转播香港電視廣播有限公司的翡翠台电视信号[注 51]，同步播映TV动画版前8作和剧场版前7部。
- 院线方面：第二十五届上海国际电影节展映剧场版第1、2部。中国电影集团公司引进、华夏电影发行有限责任公司代理发行、长影集团译制片制作有限责任公司译制[注 52]剧场版第10部，中国电影集团公司引进、中国电影股份有限公司代理发行和译制[注 53]剧场版第11部，并在中国大陆院线上映。
- 影碟方面：国际影业有限公司代理版权、广东东和兴影音有限公司[29]代理经销、辽宁文化艺术音像出版社[注 54]代理发行TV动画版前5作及剧场版前7部VCD，TV动画版前5作是以台湾台視播出的配音版本为主，但第2作第31-50话为辽宁人民艺术剧院/辽宁儿童艺术剧院[注 55]（辽艺）[注 56]录制配音[注 57]，剧场版前7部为台湾衛視電影台播出的配音版本。
- 网络方面：搜狐视频[注 58]和爱奇艺网络播映TV动画前6作，爱奇艺网络播映TV动画第7、8作和剧场版前9部，爱奇艺和哔哩哔哩[注 59]网络播映TV动画版第9作，爱奇艺、优酷、腾讯视频网络播映剧场版第10部，爱奇艺、优酷、腾讯视频、哔哩哔哩、芒果TV、乐视、风行、咪咕视频等网络播映剧场版第11部。

香港
- 電視台方面：TV动画版前5作和劇場版前7部版權均由國際影業有限公司[注 60]代理，TV动画版前8作和剧场版前7部均由TVB翡翠台粵語配音首播并更换粤语片头曲（第7、8作未使用粤语片头曲），第6-8作為粵日双语配音。其后TVB兒童台重播前6作和剧场版前7部，Animax香港频道重播第1、2作，TVB Window重播第六作。
- 院线方面：劇場版前6部版權均由國際影業有限公司代理，高先電影有限公司和鐳射企業有限公司代理發行劇場版前6部，新映影片有限公司代理發行劇場版第10部，羚邦集團有限公司代理發行劇場版第11部，並在香港院线上映。
- 影碟方面：TV动画版前5作和劇場版前6部版權均由國際影業有限公司代理，鐳射企業有限公司代理發行TV动画版前5作及劇場版前6部VCD和DVD，但與電視台配音版本不同。新映影片有限公司代理發行劇場版第10部DVD和BD。
- 網絡方面：myTV SUPER同步TVB翡翠台網絡播映TV动画版第7、8作，[注 58]Viu同步日本網絡播映劇場版第9部，[注 58]hmvod網絡播映劇場版第10部，Netflix網絡播映劇場版第11部。

澳門
- 電視台方面：澳門有線電視股份有限公司和澳門基本電視頻道股份有限公司通過轉播香港電視廣播有限公司的翡翠台電視信號，同步播映TV动画版前8作和剧场版前7部。
- 院线方面：新映影片有限公司代理發行劇場版第10部，羚邦集團有限公司代理發行劇場版第11部，並在澳門院线上映。
- 影碟方面：TV动画版前5作和劇場版前6部版權均由國際影業有限公司代理，鐳射企業有限公司代理發行TV动画版前5作及劇場版前6部VCD和DVD。新映影片有限公司代理發行劇場版第10部DVD和BD。
- 網絡方面：澳門電訊有限公司攜手香港電視廣播有限公司，將TVB Anywhere引進澳門後，同步TVB翡翠台網絡播映TV动画版第7、8作。[注 58]hmvod網絡播映劇場版第10部，Netflix網絡播映劇場版第11部。

台灣
- 電視台方面：TV动画版前5作和劇場版前7部版權均由國際影業有限公司代理，TV动画版前8作均由台視首播[注 61]，第6-8作为國日双语配音。劇場版前7部由衛視電影台首播，劇場版第8部由東森幼幼台首播，劇場版第10部由曼迪日本台首播。其后東森幼幼台重播第1、5作[注 62]和剧场版前7部，龍華電視重播前8作，衛視中文台重播前4作[注 63]和第7作，Animax台湾频道和AXN台湾频道重播第1、2作。
- 院线方面：蜜蜂工房藝能製作有限公司代理發行劇場版第8部，曼迪传播有限公司代理發行劇場版第10部，羚邦集團有限公司代理發行劇場版第11部，並在台湾院线上映。
- 影碟方面：TV动画版前4作和劇場版前7部版權均由國際影業有限公司代理，弘音企業有限公司代理發行TV动画版前4作VCD，弘恩文化事業有限公司代理發行劇場版前8部DVD，曼迪传播有限公司代理發行劇場版第10部DVD和BD。[注 61]
- 網路方面：爱奇艺国际站網路播映TV动画版第1、7作，[注 64]爱奇艺国际站、中華電信MOD、Hami Video網路播映TV动画版第8作，[注 58]中華電信MOD、Hami Video網路播映TV动画版第5、6作和劇場版第10部，[注 58]中華電信MOD、Hami Video、Netflix、MyVideo網路播映劇場版第11部。

新加坡
- 电视台方面：TV动画版前5作版权均由国际影业代理，且在Channel 8首播。第6作在Disney XD（Asia）[注 65]首播，为华语[注 66]、英语、日语、马来语、泰米尔语五语配音。前6作在Okto重播。
- 院线方面：欧帝思（ODEX）代理发行剧场版第10、11部，并在新加坡院线上映。
- 影碟方面：由国际影业代理版权，由Alliance Entertainment（新加坡）代理发行英语配音版本VCD和DVD。
- 网络方面：爱奇艺国际站[注 67]网络播映TV动画版第1作，且同步日本网络播映TV动画版第8作。

马来西亚
- 电视台方面：TV动画版前5作版权均由国际影业代理，TV动画版前4作在Ntv7首播，第5作在Astro Ceria首播，均以马来语为主。第6作在Disney XD（Malaysia）和Disney XD（HD）同时首播，为华语[注 66]、英语、马来语、泰米尔语四语配音。第1、2作在TV3和TV9重播，第6作在Ntv7重播，均以马来语为主。
- 院线方面：欧帝思（ODEX）代理发行剧场版第10、11部，并在马来西亚院线上映。
- 影碟方面：由国际影业代理版权，由Speedy Video代理发行粤语[注 68]及英语配音版本VCD和DVD。
- 网络方面：爱奇艺国际站[注 67]和WeTV[注 69]网络播映TV动画版第1作，且同步日本网络播映TV动画版第8作。

## 漫畫

### 连载状况
集英社漫画（JUMP COMICS）方面，从《C'mon数码宝贝》至《数码宝贝梦想者》共8部。《C'mon数码宝贝》作为数码宝贝系列最早的雏形漫画，由于那时数码宝贝具体设定还没完成，该作兽设风格有别于正常兽设风格。《数码宝贝大冒险V驯兽师01》系列、《数码宝贝合体战争》、《数码宝贝宇宙 应用怪兽》系列漫画作品主人公虽与动画版相同，但他们通常被看作是处于平行世界的同一人物。《数码宝贝次世代》与动画《数码宝贝拯救者》主人公不同，但有着千丝万缕的关系，如使用相同的数码器、数码之魂等。《数码宝贝世界 复元》系列是游戏产品的衍生物，基本讲述了主人公的主线故事。《数码宝贝物语 网络侦探》系列作为短篇漫画对游戏起到了宣传作用。《数码宝贝梦想者》是「生命手环系列」的联动宣传漫画。
万代漫画方面，从《数码宝贝编年史》系列至《数码宝贝漫画》系列共3部。数码宝贝编年史系列漫画作为携带机的附属品被捆绑销售于玩具中，目的是为了让玩家更加容易理解世界观，是万代漫画中唯一动画化和小说化的重要作品。《数码宝贝界放者》是「数码宝贝卡片游戏」的联动宣传漫画。网络期刊《数码宝贝漫画》（DIGIMON COMIC）连载《数码宝贝再收集》、《数码宝贝悖论》、《数码宝贝铁拳制裁》、《迷你数码宝贝・皇家骑士物语》、《数码宝贝追寻者 ～三叉路的魔女～》、《数码宝贝追寻者 -外壁贫民街的恶梦-》、《数码宝贝回归》短篇网络漫画。

### 集英社漫画
|   | 作品名                               | 连载时间                      | 原案     | 原作       | 监修       | 漫画       | 连载杂志 | 话数   | 卷数   |
| - | ------------------------------------ | ----------------------------- | -------- | ---------- | ---------- | ---------- | -------- | ------ | ------ |
| 1 | C'mon数码宝贝                        | 1997年9月28日                 | Ｎ／Ａ   | 井泽寬     | WiZ        | 薮野展也   | 赤丸Jump | 全1话  | 全9卷  |
| 2 | 数码宝贝大冒险V驯兽师01              | 1998年11月21日-2003年8月21日  | Ｎ／Ａ   | 井泽寬     | 本鄉昭由   | 薮野展也   | V Jump   | 全58话 | 全9卷  |
| 2 | 数码宝贝大冒险V驯兽师01 ～新的勇气～ | 2020年5月21日                 | Ｎ／Ａ   | 井泽寬     | 本鄉昭由   | 薮野展也   | V Jump   | 全1话  | 全9卷  |
| 3 | 数码宝贝次世代                       | 2005年12月17日-2007年12月21日 | 本鄉昭由 | 浜崎達也   | Ｎ／Ａ     | 岡野剛     | V Jump   | 全25话 | 全4卷  |
| 4 | 数码宝贝合体战争                     | 2010年6月21日-2012年5月2日    | 本鄉昭由 | Ｎ／Ａ     | Ｎ／Ａ     | 中島諭宇樹 | V Jump   | 全21话 | 全4卷  |
| 5 | 数码宝贝世界 复元                    | 2012年6月21日-2012年7月21日   | 本鄉昭由 | 万代南梦宫 | Ｎ／Ａ     | 藤野耕平   | V Jump   | 全2话  | 暂2卷  |
| 5 | 数码宝贝世界 复元 编码               | 2013年4月20日-无限期休载      | 本鄉昭由 | Ｎ／Ａ     | 万代南梦宫 | 藤野耕平   | V Jump   | 暂22话 | 暂2卷  |
| 6 | 数码宝贝物语 网络侦探                | 2015年2月21日                 | 本鄉昭由 | Ｎ／Ａ     | 万代南梦宫 | 福田郁實   | V Jump   | 全1话  | Ｎ／Ａ |
| 6 | 数码宝贝物语 网络侦探 黑客追忆       | 2017年11月21日                | 本鄉昭由 | 万代南梦宫 | 万代南梦宫 | 赤嶺直樹   | V Jump   | 全1话  | Ｎ／Ａ |
| 7 | 数码宝贝宇宙 应用怪兽                | 2016年9月21日-2017年8月21日   | 本鄉昭由 | Ｎ／Ａ     | Ｎ／Ａ     | 赤嶺直樹   | V Jump   | 全12话 | 全2卷  |
| 7 | 数码宝贝宇宙 应用怪兽 应用兽学园!!   | 2016年10月1日-2017年8月4日    | 本鄉昭由 | Ｎ／Ａ     | Ｎ／Ａ     | 廣瀬克樹   | 最强Jump | 全9话  | Ｎ／Ａ |
| 8 | 数码宝贝梦想者                       | 2021年10月4日-2024年3月4日    | 本乡昭由 | Ｎ／Ａ     | 万代       | 薮野展也   | 最强Jump | 全25话 | 全2卷  |

### 万代漫画
|   | 作品名                            | 连载时间                    | 发售时间                     | 漫画              | 话数   | 章数   | 卷数   |
| - | --------------------------------- | --------------------------- | ---------------------------- | ----------------- | ------ | ------ | ------ |
| 1 | 数码宝贝编年史                    | 2003年4月30日-2004年5月13日 | 2003年4月26日-2003年11月21日 | 森山奏            | Ｎ／Ａ | 全4章  | 全4卷  |
| 1 | 数码宝贝编年史X                   | 2018年1月12日-2020年3月30日 | 2019年3月14日-2020年3月16日  | 森山奏            | Ｎ／Ａ | 全27章 | 全3卷  |
| 2 | 数码宝贝界放者                    | 2024年3月10日-              | 2024年7月12日-2025年3月15日  | 佐佐木心/福成冠智 | Ｎ／Ａ | Ｎ／Ａ | Ｎ／Ａ |
| 3 | 数码宝贝再收集                    | 2024年8月10日-2025年5月16日 | 2024年8月10日-2024年10月16日 | 鳳轡吾            | 全4话  | Ｎ／Ａ | Ｎ／Ａ |
| 3 | 数码宝贝悖论                      | 2024年8月10日-2025年5月16日 | 2024年8月10日-2024年10月16日 | 湊步              | 全4话  | Ｎ／Ａ | Ｎ／Ａ |
| 3 | 数码宝贝铁拳制裁                  | 2024年8月10日-2025年5月16日 | 2024年8月10日-2024年10月16日 | 聪田莓            | 全4话  | Ｎ／Ａ | Ｎ／Ａ |
| 3 | 迷你数码宝贝・皇家骑士物语        | 2024年8月10日-2025年5月16日 | 2024年8月10日-2024年10月16日 | 薮野展也          | 全4话  | Ｎ／Ａ | Ｎ／Ａ |
| 3 | 数码宝贝追寻者 ～三叉路的魔女～   | 2024年8月10日-2024年11月1日 | 2024年10月16日               | 狩陆木一          | 全2话  | Ｎ／Ａ | Ｎ／Ａ |
| 3 | 数码宝贝追寻者 -外壁贫民街的恶梦- | 2025年2月14日-2025年5月16日 | Ｎ／Ａ                       | 狩陆木一          | 全2话  | Ｎ／Ａ | Ｎ／Ａ |
| 3 | 数码宝贝回归                      | 2025年5月16日               | Ｎ／Ａ                       | 青木步夢          | 全1话  | Ｎ／Ａ | Ｎ／Ａ |

### 代理状况
中国大陆
- 上海世纪华创文化形象管理有限公司获授权安排惊尘（策划、脚本和角色设计）、黄骐[33]（绘画）创作《数码宝贝・传说的天空》（共9话，[34]续编于《数码宝贝无限地带》，加入大量中国元素）且连载于上海世纪出版集团主办、上海《漫动作》杂志社出版的《漫动作・少年志（GOGO TOP）》。[35]
- 东方出版社引进和代理出版、新华书店和共和联动图书有限公司联合代理发行余遠鍠版本的数码宝贝TV动画版前3作改编漫画，分别命名为《数码宝贝01冒险者之旅》、《数码宝贝02徽章继承者》、《数码宝贝03驯兽师之王》。[36]
- 上海依星电脑软件有限公司引进、少年儿童出版社和浦东电子出版社联合代理出版、新华书店上海发行所代理发行吕水世版本的数码宝贝TV动画版第1作改编漫画，命名为《数码宝贝（漫画版）》。[37]

香港
- 正文社获授权安排余遠鍠创作《激鬥!!數碼暴龍》（共4卷32話[注 100]，由余遠鍠繪畫、柴政民[注 101]和彭子傑[注 102]編劇的原创剧情）和《數碼暴龍D-Cyber超進化龍魂戰記》（共2卷14話，改編於携带机附属漫画《數碼寶貝編年史》）且获授权安排余遠鍠将数码宝贝TV动画版前4作改编成漫画，分別命名為《數碼暴龍》（共5卷35話）、《數碼暴龍02》（共2卷14話）、《數碼暴龍03馴獸師之王》（共4卷30話）、《數碼暴龍04無限地帶》（共3卷21話），均連載於《CO-CO!》。[36]代理集英社漫画《數碼暴龍大冒險V暴龍師-01》[注 103]，連載於《Super CO-CO!》，集英社漫画《C'mon數碼暴龍》收录于第3卷。[38]

台灣
- 青文出版社获授权安排呂水世將数码宝贝TV动画版第1作改编成漫画，命名為《數碼寶貝》（共4卷20話），[37]获授权安排吳合意將TV动画版第3作改编成漫画，命名為《數碼寶貝03馴獸師之王》（共2卷10話），[39]均連載於《強棒強棒月刊》。代理集英社漫画《數碼寶貝V訓練師01》，連載於《巨彈小子》，集英社漫画《C'mon數碼寶貝》收录于第2卷。
- 東立出版社代理余遠鍠版本的数码宝贝TV动画版前4作改编漫画，分別命名為《數碼寶貝》、《數碼寶貝02》、《數碼寶貝03馴獸師之王》、《數碼寶貝04無限地帶》。[40]

新加坡
- 創藝出版社代理余遠鍠版本的数码宝贝TV动画版前4作改编漫画，在新加坡和马来西亚发行简体中文[注 104]和英文版。[41]代理集英社漫画《數碼寶貝V训练师01》，在新加坡和马来西亚发行简体中文版[注 105]，集英社漫画《C'mon數碼寶貝》[注 104]收录于第2卷。

## 小说
|   | 作品名                                             | 连载时间                    | 发售时间      | 作者            | 丛书/刊载杂志   | 话数   | 章数   | 卷数   |
| - | -------------------------------------------------- | --------------------------- | ------------- | --------------- | --------------- | ------ | ------ | ------ |
| 1 | 小说 数码宝贝大冒险 ～现在，冒险即将开始～         | Ｎ／Ａ                      | 2001年4月30日 | 角銅博之/廣真希 | Super Dash文庫  | 全16话 | 全3章  | 全3卷  |
| 1 | 小说 数码宝贝大冒险 ～第8个被选召的孩子～          | Ｎ／Ａ                      | 2001年6月30日 | 角銅博之/廣真希 | Super Dash文庫  | 全15话 | 全3章  | 全3卷  |
| 1 | 小说 数码宝贝大冒险 ～冒险还没结束～               | Ｎ／Ａ                      | 2001年7月30日 | 角銅博之/廣真希 | Super Dash文庫  | 全22话 | 全3章  | 全3卷  |
| 2 | 数码宝贝驯兽师之王1984                             | 2002年9月10日               | Ｎ／Ａ        | 小中千昭        | SF Japan        | 全1话  | Ｎ／Ａ | Ｎ／Ａ |
| 2 | 数码宝贝驯兽师之王1984 第二版                      | 2017年10月25日              | Ｎ／Ａ        | 小中千昭        | Ｎ／Ａ          | 全1话  | Ｎ／Ａ | Ｎ／Ａ |
| 3 | 数码宝贝编年史X 最终章                             | 2018年1月12日-2020年3月30日 | 2020年3月16日 | 兔塚九弍章      | 数码怪兽画集X版 | Ｎ／Ａ | 全3章  | 全1卷  |
| 4 | 剧场版小说 数码宝贝大冒险 最后的进化 绊            | Ｎ／Ａ                      | 2020年2月7日  | 真纪凉介        | Dash X文庫      | Ｎ／Ａ | 全4章  | 全1卷  |
| 4 | 数码宝贝大冒险 最后的进化 绊 剧场版小说 未来文库版 | Ｎ／Ａ                      | 2020年2月7日  | 河端朝日        | 未来文庫        | Ｎ／Ａ | 全11章 | 全1卷  |
| 5 | 数码宝贝追寻者                                     | 2023年4月3日-2024年3月10日  | Ｎ／Ａ        | Ｎ／Ａ          | Ｎ／Ａ          | 全54话 | 全4章  | Ｎ／Ａ |
| 6 | 数码宝贝界放者                                     | 2024年5月23日-              | Ｎ／Ａ        | 兔塚九弍章      | Ｎ／Ａ          | Ｎ／Ａ | Ｎ／Ａ | Ｎ／Ａ |

## 广播

### 广播剧CD
|   | 作品名                                               | 发售时间       | 演出              | 脚本                          | 时长   | CD编号     |
| - | ---------------------------------------------------- | -------------- | ----------------- | ----------------------------- | ------ | ---------- |
| 1 | 数码宝贝大冒险 角色歌＋迷你广播剧（1）               | 1999年11月3日  | 角銅博之          | 廣真希                        | 42分钟 | NECA-30008 |
| 1 | 数码宝贝大冒险 角色歌＋迷你广播剧（2）               | 1999年12月3日  | 角銅博之          | 大和屋晓                      | 40分钟 | NECA-30009 |
| 1 | 数码宝贝大冒险 角色歌＋迷你广播剧（3）               | 2000年1月7日   | 角銅博之          | 廣真希/大和屋晓               | 40分钟 | NECA-30010 |
| 2 | 数码宝贝大冒险02 广播剧CD 未知的装甲进化             | 2001年2月7日   | 角銅博之          | 廣真希                        | 53分钟 | NECA-30031 |
| 3 | 数码宝贝大冒险02 广播剧CD 石田大和 书信 -Letter-     | 2001年3月7日   | 細田守            | 大和屋晓                      | 44分钟 | NECA-30032 |
| 4 | 数码宝贝大冒险02 广播剧CD 夏日之扉                   | 2001年10月3日  | 山内重保          | 吉田玲子                      | 45分钟 | NECA-30045 |
| 5 | 数码宝贝大冒险 原创故事 2年半的休假                  | 2003年4月23日  | 角銅博之          | 角銅博之                      | 38分钟 | NECA-30081 |
| 5 | 数码宝贝大冒险02 原创故事 2003年 -春-                | 2003年4月23日  | 角銅博之          | 角銅博之/泥沼静馬/吉村元希    | 45分钟 | NECA-30082 |
| 5 | 数码宝贝驯兽师之王 原创故事 数据包里的信息           | 2003年4月23日  | 貝澤幸男          | 小中千昭                      | 64分钟 | NECA-30083 |
| 5 | 数码宝贝无限地带 原创故事 想要传达的事               | 2003年4月23日  | 貝澤幸男          | 富田祐弘/成田良美/大和屋晓    | 34分钟 | NECA-30084 |
| 5 | 数码宝贝 原创故事 特别篇 ～with～                    | 2003年12月19日 | 角銅博之/貝澤幸男 | 角銅博之/小中千昭/富田祐弘 等 | 9分钟  | ICCM-3     |
| 6 | 数码宝贝大冒险 15周年纪念日 Blu-ray BOX 特别广播剧CD | 2015年3月3日   | 角銅博之          | 吉村元希                      | 39分钟 | HMCH-2052  |
| 7 | 数码宝贝驯兽师之王2018 Days-情報与非日常-            | 2018年4月3日   | 貝澤幸男          | 小中千昭                      | 29分钟 | HMCH-2073  |
| 8 | 数码宝贝无限地带 名为希望的电车                      | 2019年4月2日   | 貝澤幸男          | 廣真希                        | 25分钟 | HMCH-2081  |
| 9 | 数码宝贝大冒险 最后的进化 绊 我们要去哪里?           | 2020年9月2日   | Ｎ／Ａ            | 大和屋晓                      | 26分钟 | HMCH-2093  |

### 网络广播剧
|   | 作品名                                               | 网络首播时间                  | CD发售时间    | 制作人             | 连载平台     | 话数    |
| - | ---------------------------------------------------- | ----------------------------- | ------------- | ------------------ | ------------ | ------- |
| 1 | 数码宝贝 广播剧 回到那个夏天 成为被选中的孩子吧!     | 2023年8月3日-2024年10月26日   | Ｎ／Ａ        | 溦桐/蔡欣霖/张倩男 | 喜马拉雅FM   | 全360话 |
| 2 | 数码宝贝大冒险02 起源 大辅的第一步!本宫面屋开店      | 2023年10月27日-2023年11月2日  | 2024年5月29日 | Ｎ／Ａ             | 东映动画官网 | 全1话   |
| 2 | 数码宝贝大冒险02 起源 给哥哥的SOS!岳和光的极秘任务!? | 2023年11月3日-2023年11月9日   | 2024年5月29日 | Ｎ／Ａ             | 东映动画官网 | 全1话   |
| 2 | 数码宝贝大冒险02 起源 通往我们的未来!                | 2023年11月10日-2023年11月16日 | 2024年5月29日 | Ｎ／Ａ             | 东映动画官网 | 全1话   |

## 舞台

### 舞台剧
|   | 作品名                                         | 公演时间                    | 网络首播时间  | 电视首播时间  | DVD发售时间   | 演出     | 脚本     | 制作          |
| - | ---------------------------------------------- | --------------------------- | ------------- | ------------- | ------------- | -------- | -------- | ------------- |
| 1 | 超進化舞台 数码宝贝大冒险tri. ～8月1日的冒险～ | 2017年8月5日-2017年8月13日  | 2017年8月13日 | 2018年1月14日 | 2017年12月2日 | 谷賢一   | 谷賢一   | Polygon Magic |
| 2 | 数码宝贝：游乐园之谜                           | 2023年10月28日-2025年1月5日 | Ｎ／Ａ        | Ｎ／Ａ        | Ｎ／Ａ        | 米斯特张 | 小林雄次 | 乐童文化      |

### 朗读剧
|   | 作品名                                          | 公演名                                      | 公演时间      | 网络首播时间               | DVD/BD发售时间 |
| - | ----------------------------------------------- | ------------------------------------------- | ------------- | -------------------------- | -------------- |
| 1 | 数码宝贝一夜祭                                  | 我们爱数码宝贝音乐 御台场纪念音乐会2003-春- | 2003年4月6日  | Ｎ／Ａ                     | Ｎ／Ａ         |
| 2 | 数码宝贝 特别剧                                 | 数码宝贝大冒险祭2016                        | 2016年7月31日 | Ｎ／Ａ                     | 2016年12月2日  |
| 3 | 数码宝贝 特别剧 夏季超进化唱歌大会              | 数码宝贝大冒险祭2017                        | 2017年7月30日 | Ｎ／Ａ                     | Ｎ／Ａ         |
| 4 | 数码宝贝 特别剧 另一个8月1日                    | 数码祭2019                                  | 2019年7月28日 | Ｎ／Ａ                     | Ｎ／Ａ         |
| 5 | 数码宝贝驯兽师之王2021                          | 数码祭2021                                  | 2021年8月1日  | 2021年8月1日               | Ｎ／Ａ         |
| 6 | 数码宝贝无限地带 神秘电子邮件再来!犯人是谁!     | 数码祭2022                                  | 2022年7月30日 | 2022年7月30日              | Ｎ／Ａ         |
| 7 | 数码宝贝追寻者                                  | Ｎ／Ａ                                      | Ｎ／Ａ        | 2023年4月3日-2024年3月10日 | Ｎ／Ａ         |
| 8 | 数码宝贝大冒险02 起源 昼 烟花大会门票大争夺战!  | 数码祭2023                                  | 2023年7月30日 | 2023年7月30日              | Ｎ／Ａ         |
| 8 | 数码宝贝大冒险02 起源 夜 全员集合!夜晚大搜查线! | 数码祭2023                                  | 2023年7月30日 | 2023年7月30日              | Ｎ／Ａ         |

## 注解
1. ↑  从2005年开始，该译名陆续在华语地区的爱好者之间广泛使用。
2. 1 2 3 4 5 6 7 8  数码宝贝动画系列25周年企划的网络期刊《数码宝贝漫画》（DIGIMON COMIC）全4号（2024年8月10日-2025年5月16日），日文和英文连载《数码宝贝再收集》（Digimon ReCollection/Digimon Rikollection）、《数码宝贝悖论》（Digimon Paradox）、《数码宝贝铁拳制裁》（Digimon Knuckles）、《迷你数码宝贝・皇家骑士物语》（Mini Digimon: Story of the Royal Knights）、《数码宝贝追寻者 ～三叉路的魔女～》（Digimon Seekers ～The Crossroad Witch～）、《数码宝贝追寻者 -外壁贫民街的恶梦-》（Digimon Seekers -Wall Slum's Nightmare-）、《数码宝贝回归》（Digimon Getback/Digimon Get Back）短篇网络漫画。
3. ↑  数码兽捕获器（Digimon Capture）是研究者用于研究、黑客为了方便利用，出于获得数码兽的必要性而开发出软件。用个人计算机上运行的工具，搜索存在于网络的数码世界以发现并捕获数码兽。
4. ↑  数码兽装载器（Digimon Loader）是将用「数码兽捕获器」抓到的数码兽压缩并传送的软件。数码兽构成的数据量十分巨大，而以研究初期的技术，带宽和硬件性能都不足以传送数码兽，因此被造出。不过能够压缩的仅限于成熟期为止的数码兽，在此之上的成长阶段会引发系统错误。压缩后的数码兽会回到「幼年期Ⅰ」之前的「数码蛋」状态。「数码兽装载器」还可以安装到个人计算机之外的各种便携装置上，安装「数码兽装载器」的装置被称为「数码兽储存器」（Digimon Dock）。
5. ↑  驯兽师（Tamer）是在近未来的全球网络时代，人类利用网络中所诞生的迷之电脑生命体来进行电子宠物、对战游戏、人工智能（Artificial Intelligence，AI）学或生物学研究对象、以及黑客的犯罪工具。饲养着数码兽的人被称作（驯兽师），多半会互相对战、交流、争夺着（顶尖驯兽师）这个代表有着顶尖育成技术与最强数码兽的称号。并且使用个人计算机联网与世界各地的人交流，携带机则能带出室外，与人对战。
6. ↑  渡边健史，原任职于WiZ，期间担任數碼兽系列首席设计师，主要负责數碼兽系列角色设计和产品商品插画。2015年从WiZ离职开始独立创业，开设个人事务所「WOW FACTORY」。离职后依然与官方保持合作，继续负责數碼兽系列角色设计和部分产品商品插画，被誉为數碼兽亲父般的存在。
7. ↑  本乡武一，万代（BANDAI）原玩具第一事业部部长，后升任董事；期间调任PRODUCTION REED代表董事社长；万代南梦宫集团旗下企业PLEX合并WiZ后，担任WiZ代表董事社长，现已退任。
8. ↑  横井昭裕，原任职于万代，期间设立WiZ且担任董事，后从万代退社并升任WiZ代表董事社长；万代南梦宫集团旗下企业PLEX合并WiZ后，现已退任。
9. 1 2  堀村有由文（堀村ありよしふみ），原任职于万代，携带机“数码怪兽”开发担当，持有多项专利，现已离职。
10. ↑  除《数码宝贝物语：超合体大战 蓝版/红版》（Digimon Story：Super Xros Wars Blue/Red）
11. ↑  英文：Digimon Adventure，网络简称：「大冒险」、「无印」、「初代」、「DA」、「01」
12. ↑  英文：Digimon Adventure 02、Digimon Adventure Zero Two，网络简称：「大冒险02」、「二代」、「DA02」、「02」
13. ↑  英文：Digimon Tamers，网络简称：「驯兽师之王」、「驯兽师」、「DT」、「03」
14. ↑  英文：Digimon Frontier，网络简称：「无限地带」、「DF」、「04」
15. ↑  英文：Digimon Savers，东映动画海外译名：Digimon Data Squad，网络简称：「拯救者」、「DS」
16. ↑  附总集篇1话
17. ↑  英文：Digimon Xros Wars，东映动画海外译名：Digimon Fusion Battles、Digimon Fusion，网络简称：「合体战争」、「DXW」
18. 1 2 3  全79话（第1期30话，第2期24话，第3期25话）
19. ↑  网络简称：「DXW第2期」
20. ↑  第2期开始，策划故事大纲是由整个制作团队共同构思，然后由企划人决定分配话数的形式给脚本家制作，三条陆则变成故事的主要创作者。
21. ↑  网络简称：「DXW第3期」、「DXWH」、「DH」
22. ↑  第3期开始，由制作人决定使用“每话完结型”的剧情形式创作故事，每话的脚本内容都是各自的脚本家担任，三条陆则变成故事的主要创作者。
23. ↑  英文：Digimon Universe Appli Monsters，东映动画海外译名：Digimon Universe App Monsters、Digimon Appmon，网络简称：“应用怪兽”、“应用兽”、「APM」、「Appmon」
24. ↑  英文：Digimon Adventure:，网络简称：「大冒险：」、「重启」、「DA:」、「2020」
25. ↑  英文：Digimon Ghost Game，网络简称：「幽灵游戏」、「DGG」
26. ↑  附特别篇1话
27. ↑  英文：Digimon Beatbreak，网络简称：「DBB」
28. ↑  萬代举办「数码怪兽卡片游戏 第2届数码兽爆破 淘汰赛大会＆D枪手大会」（デジタルモンスターカードゲーム デジモンダイナマイツ2 トーナメント大会＆Dスリンガー大会），2005年3月19日在东京、3月26日在大阪进行上映会，大会的剧场上映为DVD片源、而非TV片源。
29. ↑  英文：Digital Monster X-Evolution，网络简称：「X进化」、「DX」。本作共经历过三次标签修改（OVA→剧场版→TV特别篇）。
30. ↑  日本国内票房
31. ↑  「'99春東映動畫節」（'99春東映アニメフェア）公開，同時上映《游戏王》、《阿拉蕾：阿拉蕾的终极一击》，合计票房数据。
32. ↑  「2000年春東映動畫節」（2000年春東映アニメフェア）公開，同時上映《ONE PIECE》，合计票房数据。
33. 1 2 3  「2000夏東映動畫節」（2000夏東映アニメフェア）公開，同時上映《小魔女DoReMi♯》，合计票房数据。剧场版分割为前后篇是为了方便儿童观众如厕。
34. ↑  「2001春東映動畫節」（2001春東映アニメフェア）公開，同時上映《ONE PIECE 发条岛的冒险》、《ONE PIECE 强高的狂欢舞会》，合计票房数据。
35. ↑  「2001夏東映動畫節」（2001夏東映アニメフェア）公開，同時上映《大～集合！小魔女DoReMi 青蛙石的秘密》、《二世》，合计票房数据。
36. ↑  「2002春東映動畫節」（2002春東映アニメフェア）公開，同時上映《ONE PIECE 珍兽岛之乔巴王国》、《ONE PIECE 梦幻足球王！》，合计票房数据。
37. ↑  「2002夏東映動畫節」（2002夏東映アニメフェア）公開，同時上映《金肉人二世 肌肉人参争夺！超人大战争》、《激斗战车 卡尔邦的挑战！》，合计票房数据。
38. ↑  同時上映《光之美少女Splash Star 滴嗒危机一髮！》，合计票房数据。
39. 1 2 3 4 5 6  英文：Digimon Adventure tri.，网络简称：「DA tri.」、「tri.」。本作共经历过五次标签修改（TV动画版→剧场版→OVA→剧场版→剧场版/OVA混用）。
40. ↑  英文：Digimon Adventure: Last Evolution Kizuna，网络简称：「最后的进化」、「绊」、「LEK」
41. ↑  英文：Digimon Adventure 02: The Beginning，网络简称：「Beginning」、「02TB」、「TB」。原定制作全4话（每话20分钟左右，共80分钟）顺次播映的动画，后被升格为剧场版（片长80分钟）。
42. ↑  「立体!3D東映動畫節」（とびだす!3D東映アニメまつり）公開，同時上映《蒸汽机车也卫门》、《鬼太郎：鬼太郎的幽灵电车3D》。
43. ↑  与《蒸汽机车也卫门》、《鬼太郎：鬼太郎的幽灵电车3D》一同收录于3DCG短篇集《CG东映动画节》（CG東映アニメまつり）发售。
44. ↑  收录于《数码宝贝剧场版 Blu-ray 1999-2006》特典盘。
45. ↑  在代理TV动画版第1作期间，“醒目”、“日清”、“奇多”等品牌获授权在中国大陆地区展开较大规模的商业周边产品宣发，且“醒目”获授权随片插播其品牌的贴片广告。
46. ↑  在代理TV动画版第1作期间，不凡帝范梅勒公司获授权随片插播旗下“比巴卜”、“阿尔卑斯”和“孚特拉”品牌的贴片广告。
47. ↑  配音员如祖晴、曹群耀、邓玉婷、陆双等
48. ↑  配音员如张惠、姚培华、李丹青、符冲等
49. ↑  第46-50话虽仍为上海电视台录制译制部配音，但改用了以辽艺版译名为主的翻译，这导致了最后5话与前45话在译名上出现较大的差异。
50. ↑  2009年6月12日前，广东有线（省线）和省内各市有线（市线）可以使用独立的信号源，广电总局规定从6月12日凌晨起，广东省转播的境外电视频道必须采用省线作为唯一信号源，各市线再通过省线转播境外电视频道的信号源。
51. ↑  1983年广东省委第一书记在省委宣传部召集宣传文化系统负责人会议上提出了“排污不排外”的观点，自此广东省的有线电视（广东有线、广州有线等）就开始陆续自行转播TVB翡翠台，1989年广东省以“照顾在省内投资设厂的外商需要”为由，向当时广播电影电视部争取到转播部分香港电视新闻节目的权利，而2004年9月香港电视广播公司才经广电总局获准与广东省签署落地播映权协议。
52. ↑  配音员如高晗、赵鑫、王晓巍、杨波等
53. ↑  配音员如傅晨阳、郝祥海、李兰陵、伍凤春等
54. ↑  辽宁文化艺术音像出版社并非“辽艺”，虽与辽宁人民艺术剧院/辽宁儿童艺术剧院同隶属于辽宁省文化和旅游厅，但为不同的单位。
55. ↑  1999年3月，辽宁人民艺术剧院和辽宁儿童艺术剧院正式合并，两院合并后仍保留辽宁人民艺术剧院、辽宁儿童艺术剧院的名称（一个机构两块牌子）。2012年6月28日，辽宁人民艺术剧院改制为国有独资企业辽宁人民艺术剧院有限公司。
56. ↑  配音员如贾丽娜、张文渔、方树桥、滕奎兴等
57. ↑  这导致了第31-50话与前30话在译名和口音上出现较大的差异。
58. 1 2 3 4 5 6  後因網絡播映權到期下架
59. ↑  第51-67话+特别篇
60. ↑  1997年东映动画株式会社和國際影業有限公司在香港成立合资公司东映动画企业有限公司，其中东映动画株式会社持股60%、国际影业有限公司持股40%，2009年东映动画株式会社购买国际影业有限公司所持40%股份，使东映动画企业有限公司成为东映动画株式会社全资子公司。至此东映动画株式会社的动画作品在亚洲部分地区版权从国际影业有限公司代理提供转为东映动画企业有限公司直接提供。
61. 1 2  仅TV动画版第1、2作曾使用过國語片头曲，同时将第1作第1话至第2作第42话的下集预告背景音乐均替换掉。目前已知第1作第1话至第42话的下集预告背景音乐被替换成《純愛手札》的MIDI，第1作第43话至第2作第21话的下集预告背景音乐被替换成《閃電霹靂車Zero》的片尾曲「Get Up！」。
62. ↑  第1作重播版片頭曲改為該台自製兒童節目《YoYo點點名》歌曲「天空遊樂場」，另取名為「YOYO火箭號」。
63. ↑  第1作與台視配音版本略有不同，部分配音员和相应角色进行了调整。
64. ↑  第1作國語配音版本為衛視中文台配音版本，第7作同步台视，國日雙語網路播映，後因網路播映權到期下架。
65. ↑  又称Disney XD（Singapore）
66. 1 2  华语配音与台湾台视配音相同
67. 1 2  提供简体中文、繁体中文、英文、马来文等多语字幕。
68. ↑  粤语配音版本与香港鐳射企業代理發行版本相同
69. ↑  提供英文、马来文等多语字幕，但未提供中文字幕。
70. 1 2  英文：Digimon Chronicle，网络简称：「编年史」、「DC」
71. ↑  《数码宝贝X进化》（Digital Monster X-Evolution）是由东映动画制作的TV特别篇，改编自《数码宝贝编年史》（Digimon Chronicle）。
72. 1 2 3  英文：Digimon Liberator，全称：「数码宝贝卡片游戏：数码宝贝界放者」（Digimon Card Game: Digimon Liberator），网络简称：「界放者」、「DL」
73. 1 2 3 4 5 6  2024年8月10日-8月25日于东京池袋太阳城展示厅C和2024年10月5日-10月20日于大阪心齋橋OPA百货7楼特設会場举办的「动画25周年纪念 数码宝贝大冒险展」（アニメ25周年記念 デジモンアドベンチャー展），现场限量分发网络期刊《数码宝贝漫画》（DIGIMON COMIC）日文版特别册子，共收录《数码宝贝再收集》、《数码宝贝悖论》、《数码宝贝铁拳制裁》、《迷你数码宝贝・皇家骑士物语》每部作品的第1话以及《数码宝贝界放者》第0话（彩色「条漫」重排版成黑白「页漫」）；2024年10月16日于纽约曼哈頓「日本协会」（Japan Society）举办的《數碼暴龍 LAST EVOLUTION 絆》特映会和2024年10月17日-10月20日于賈維茨會議中心举办的「紐約漫畫展」（New York Comic Con）等一系列欧美地区展会活动，现场限量分发网络期刊《数码宝贝漫画》英文版特别册子，共收录《数码宝贝再收集》、《数码宝贝悖论》、《数码宝贝铁拳制裁》、《迷你数码宝贝・皇家骑士物语》、《数码宝贝追寻者 ～三叉路的魔女～》每部作品的第1话以及《数码宝贝界放者》第0话（彩色「条漫」重排版成黑白「页漫」）。
74. ↑  英文：C'mon Digimon，网络简称：「C兽」、「C'mon」
75. ↑  英文：Digimon Adventure V-Tamer 01，网络简称：「V驯兽师01」、「VT」、「VT01」
76. ↑  1999年12月10日《e-Jump》、2001年1月15日《VJump特别编辑增刊 数码兽完整版指南》、2001年12月14日《WonderSwan彻底攻略 VJump特别编辑游戏增刊》、2002年7月19日《VJump超特大号附录②》刊载了本作的特别篇。
77. ↑  附特别篇4话
78. ↑  仅收录于《数码宝贝大冒险V驯兽师01》电子书版第9卷，无实体单行本。
79. ↑  英文：Digimon Next，网络简称：「次世代」、「DN」
80. ↑  英文：Digimon Xros Wars，网络简称：「合体战争」、「DXW」
81. 1 2  《最强Jump》于第1号（2010年12月3日发售）和春号（2011年5月15日发售）刊载了本作的特别篇；2012年5月2日，V Jump官网刊载了本作的特典。
82. ↑  附特别篇2话和特典1话
83. ↑  英文：Digimon World Re:Digitize，又称：「新数码宝贝世界」（Digimon World Re），网络简称：「复元」
84. ↑  后篇先于《V Jump》在攻略本《数码宝贝世界 复元 -World Contact Guide-》刊载。
85. ↑  英文：Digimon World Re:Digitize Encode，网络简称：「复元 编码」、「编码」
86. 1 2  《V Jump》于2013年6月号（2013年4月23日发售）至2014年2月号（2013年12月21日发售）连载第1-9话。2014年1月21日至2014年6月4日转移到V Jump官网连载第10-14话。2015年6月号（2015年4月21日上线）至2016年1月号（2015年11月21日上线）转移到V Jump plus连载第15-22话。此后，作者身体抱恙，无期限休载。
87. ↑  正篇剧情已进入最终章，计划完结，但作者身体抱恙，无期限休载，第3卷的发售计划搁置。
88. ↑  英文：Digimon Story: Cyber Sleuth，网络简称：「网络侦探」、「网侦」
89. ↑  英文：Digimon Story: Cyber Sleuth Hacker's Memory，网络简称：「黑客追忆」
90. ↑  英文：Digimon Universe Appli Monsters，网络简称：“应用怪兽”、“应用兽”、「APM」、「Appmon」
91. ↑  英文：Digimon Dreamers，网络简称：「梦想者」、「DD」
92. 1 2  《最强Jump》于2021年11月号（2021年10月4日发售）至2023年7月号（2023年6月2日发售）连载第1-21话，2023年6月26日至11月13日转移到万代数码兽官网日文、英文、简体中文重新连载第1-21话。2023年12月4日至2024年3月4日万代数码兽官网日文、英文、简体中文连载第22-25话。
93. ↑  监修：万代（单行本第1-2卷），本乡昭由（连载版第1-3话）。
94. ↑  《数码宝贝梦想者》第1部（Part 1）全25话、单行本2卷，第2部（Part 2）连载未定。
95. 1 2  万代于2003年4月26日-2003年11月21日发售的携带机「数码兽摇摆机X」系列，于2019年3月14日-2020年3月16日发售的携带机「数码怪兽X」系列。
96. 1 2  英文：Digimon Chronicle X，网络简称：「编年史X」、「DCX」
97. ↑  2024年7月12日-7月14日于上海国家会展中心举办的「Bilibili World 2024」、2024年7月20日-7月21日于北京首钢会展中心举办的「IPS嘉年华」、2024年7月26日-7月29日于上海新国际博览中心举办的「ChinaJoy 2024」等一系列中国大陆展会活动和线下卡牌零售店铺，现场限量分发《数码宝贝界放者》简体中文版册子，收录漫画版第1话·节选版；2024年12月14日-12月15日于广州保利世贸博览馆举办的「万代卡牌游戏狂欢节2024-2025世界巡回 广州站」（Bandai Card Games Fest 24-25 World Tour in Guangzhou）等一系列中国大陆展会活动和线下卡牌零售店铺，现场限量分发《数码宝贝界放者》简体中文版册子，收录漫画版第0话·节选版。2025年3月15日-3月16日于千葉幕張展覽館国際展示場举办的「万代卡牌游戏狂欢节2024-2025世界巡回最终战 日本站」（Bandai Card Games Fest 24-25 World Tour Final in Japan）、2025年3月22日-3月23日于东京国际展示场东展示栋举办的「AnimeJapan 2025」等一系列日本展会活动，现场限量分发《数码宝贝界放者》日文版册子，收录漫画版第0-1话。
98. 1 2 3 4 5 6 7  「数码宝贝漫画大奖」（デジモン漫画大賞，Digimon Comic Award）次大奖（準大賞）：鳳轡吾（鳳轡わが）；佳作：聪田莓（聡田苺）、湊步（みなと歩）、青木步夢（あおき歩夢）；最終候補：狩陸木一、福成冠智。
99. ↑  附涂鸦2话
100. ↑  雷霆大賽篇共1卷7話，完全體決戰篇共3卷25話。
101. ↑  單行本第1-2卷編劇
102. ↑  單行本第3-4卷編劇
103. ↑  经正文社重新编排，香港版《數碼暴龍大冒險V暴龍師-01》共11卷、正篇59话，但漫画内容与日本原版（共9卷、正篇58话）基本无增减。
104. 1 2  封面标题为繁体中文
105. ↑  封面主标题「數碼寶貝」为繁体中文，副标题「V训练师01」为简体中文。
106. 1 2  在Google协作平台刊载了日文版以及简体中文和繁体中文翻译版
107. 1 2 3  《数码宝贝系列 原创故事》时长9分钟，全球限定500张应募非卖品，包含《数码宝贝大冒险》（时长2分钟，演出/脚本：角銅博之）、《数码宝贝大冒险02》（时长2分钟，演出：角銅博之，脚本：角銅博之、泥沼静馬、吉村元希）、《数码宝贝驯兽师之王》（时长4分钟，演出：貝澤幸男，脚本：小中千昭）、《数码宝贝无限地带》（时长1分钟，演出：貝澤幸男，脚本：富田祐弘、成田良美、大和屋晓）的内容。
108. ↑  《数码宝贝大冒险 15周年纪念日 Blu-ray BOX》初回生产限定特典，包含《世界终焉之前》（世界が終わる前の）和《数码宝贝神秘档案・解开千年的封印！》（デジモンミステリーファイル・千年の封印を解け!）两个故事。
109. ↑  《数码宝贝驯兽师之王 Blu-ray BOX》初回生产限定特典
110. ↑  《数码宝贝无限地带 Blu-ray BOX》初回生产限定特典
111. ↑  《数码宝贝大冒险 最后的进化 绊 Blu-ray 豪華版》封入特典
112. 1 2 3  《数码宝贝大冒险02 起源》入场者特典，期间限定公开；《数码宝贝大冒险02 起源 Blu-ray 豪華版》封入特典。
113. ↑  2003年4月5日-4月6日于Zepp Tokyo举办的「我们爱数码宝贝音乐 御台场纪念音乐会2003-春-」（We Love DiGiMONMUSiC お台場メモリアルコンサート2003-春-）公演2天。4月5日「艺术家日」（アーティストDAY）共2场，现场演唱收录于CD专辑（NECA-17001）；4月6日「角色日」（キャラクターDAY）共2场，朗读剧《数码宝贝一夜祭》（デジモン:One Night Stand）公演。